# 堀尾吉晴
堀尾 吉晴（ほりお よしはる）は、戦国時代から江戸時代初期にかけての武将・大名。豊臣政権三中老の1人。

## 生涯

### 織田信長の時代

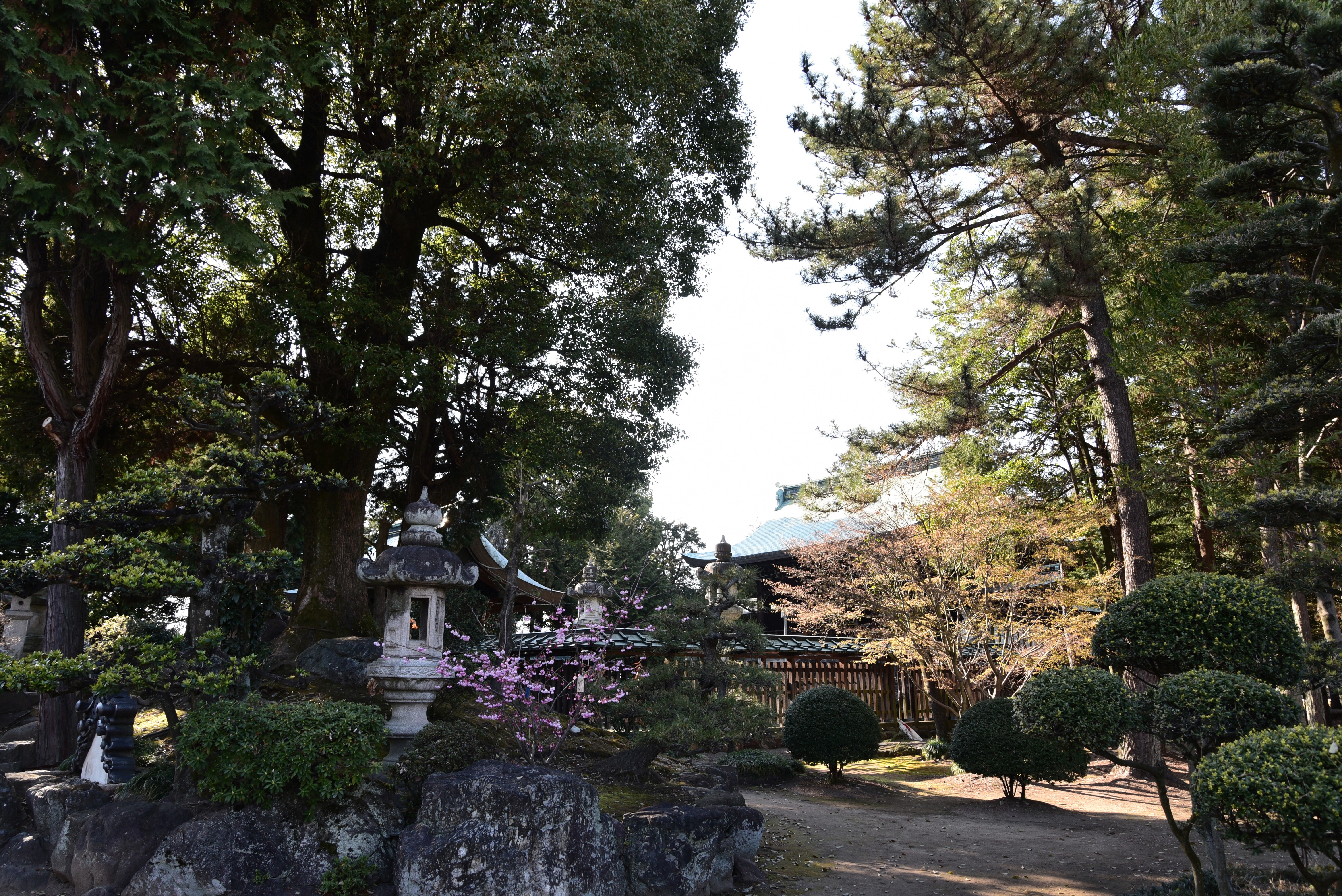
堀尾吉晴の生誕地跡にある八剱社

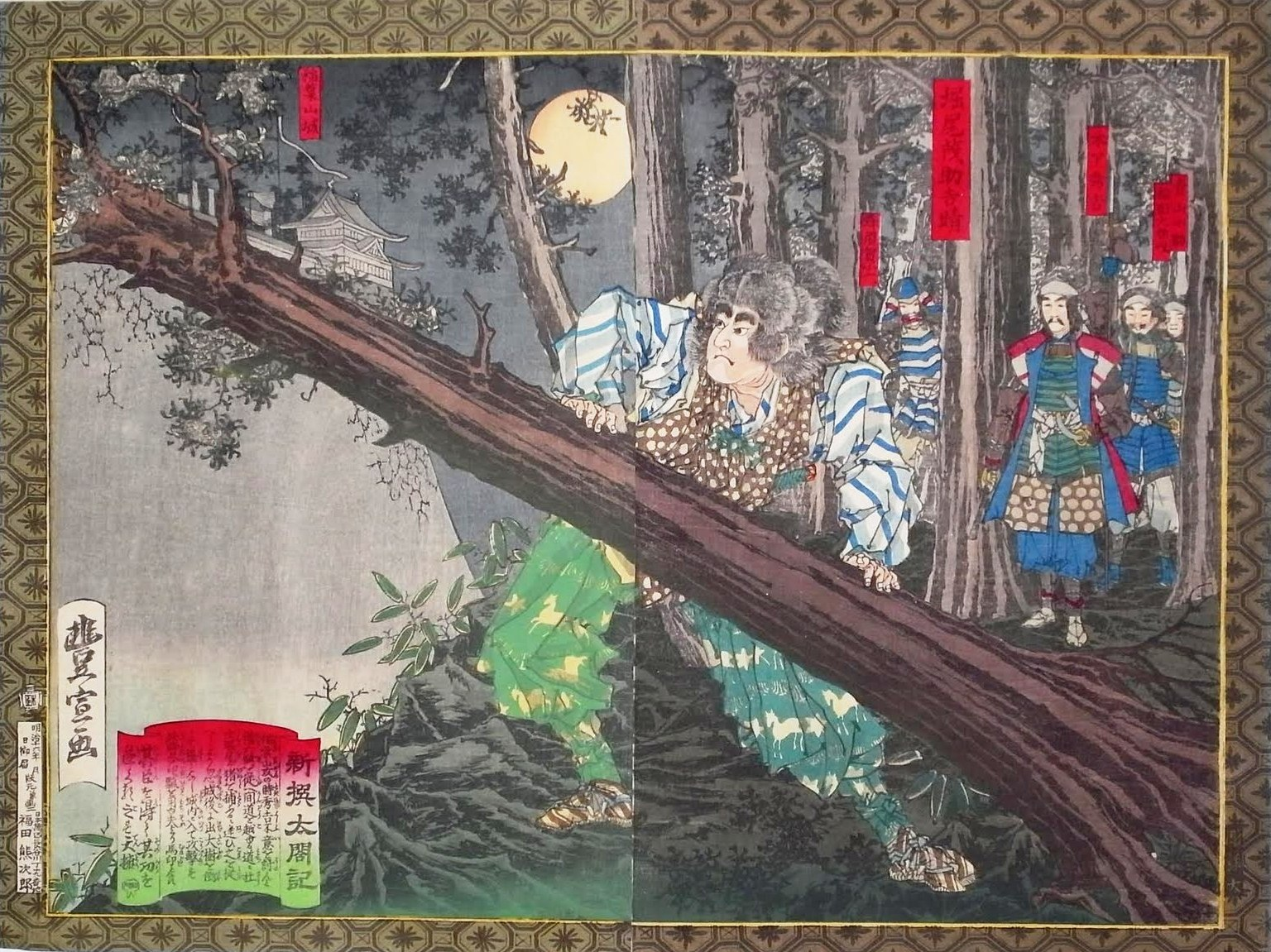
稲葉山城の間道に秀吉を案内する堀尾吉晴（『新撰太閤記』 歌川豊宣画）

天文12年（1543年）、尾張国丹羽郡御供所村（現在の愛知県丹羽郡大口町豊田、及び御供所）の土豪である堀尾泰晴（吉久、泰時）の長男として生まれた。父は尾張上四郡の守護代・岩倉織田氏（織田伊勢守家）の織田信安に仕えて重職にあり、同じく同氏に仕えた山内盛豊（山内一豊の父）とともに連署した文書が残っている。
当時、岩倉織田氏は傍流である織田弾正忠家の織田信長に圧迫されており、吉晴は永禄2年（1559年）、初陣である岩倉城の戦いで一番首を取る功名を立てたものの、岩倉織田氏が滅亡したため父と共に浪人となった。その後、尾張を統一した信長に仕え、間もなくその家臣の木下秀吉（豊臣秀吉）の与力に付けられた。

### 羽柴・豊臣家臣時代
以降は秀吉に従って各地を転戦し、特に永禄10年（1567年）の稲葉山城攻めでは、稲葉山城に通じる裏道の道案内役を務めて織田軍を勝利に導いたといわれている。天正元年（1573年）には、近江国長浜の内に100石を与えられた。その後も武功を挙げ、播磨国姫路において1,500石、後に丹波国黒江において3,500石に加増された。
天正10年（1582年）の備中高松城攻めでは、敵将・清水宗治の検死役を務める。山崎の戦いでは秀吉の命令で堀秀政や中村一氏とともに先手の鉄砲頭として参加。天王山争奪の際に敵将を討ち取るという功績を挙げ、丹波国氷上郡内（黒井城）で6,284石となる。
天正11年（1583年）4月20日、秀吉が出陣後も吉晴は大垣城に残り氏家直通を説得して、一緒に秀吉のあとを追い賤ヶ岳に出陣した（『甫庵太閤記』）。秀吉本陣の背後の安全を請け負った吉晴の役割は重大であり、直通を賤ヶ岳出陣に踏み切らせた功績は甚大であった。吉晴と直通のやりとりは『譜牒餘録』にも見えていることからほぼ事実といえる。若狭の高浜城が与えられたのも、この働きによるものといえる。
天正11年（1583年）、若狭国高浜において1万7,000石に加増、天正12年（1584年）には2万石に加増された。天正13年（1585年）、佐々成政征伐に従軍。田中吉政・中村一氏・山内一豊・一柳直末らとともに豊臣秀次付の宿老に任命される。また所領も若狭国佐垣（佐柿、現在の福井県三方郡美浜町）2万石に移封され、わずか60日後の閏8月には近江国佐和山（滋賀県彦根市周辺）に4万石を与えられて移封された。ただしこのように頻繁に所領を移されているため、佐垣では実際の所務（徴税権）などは無かったとされている（『堀尾家記録』）。また近江の要衝に所領を移されているため、吉晴は秀吉の信任を得ていたようである。
天正15年（1587年）の九州征伐にも従軍し、正五位下帯刀長に叙任された。
天正18年（1590年）の小田原征伐にも従軍。秀次の下で山中城攻めに参加。この役の途中でともに出陣した嫡子・金助が戦傷死している。小田原開城後は、これらの戦功を賞され、関東に移封された徳川家康の旧領である遠江国浜松城主12万石に封じられ、豊臣姓も許された。この頃、秀次から独立した立場になったためか、後の秀次事件には連座していない。この後、九戸政実の乱にも従軍して功があったという。
秀吉の晩年、中村一氏や生駒親正らとともにいわゆる「三中老」に任命されたというが、現代の研究水準では、三中老は後世に作られた実在しない制度とされている。

### 関ヶ原
慶長3年（1598年）の秀吉死後は徳川家康に接近し、石田三成や前田利家ら反家康派との調整・周旋を務めた。慶長4年（1599年）2月5日付で家康の重臣・井伊直政が吉晴に対して周旋に対する感謝状を贈っている。
そして老齢を理由に慶長4年（1599年）10月1日、家督を次男の忠氏に譲って隠居した。その際、家康から越前府中に5万石を隠居料として与えられている。これは家康から知行を与えられた最初の例である。
慶長5年（1600年）の関ヶ原の戦いでは東軍に与した。家康が会津征伐に赴く際に浜松において忠氏と共に歓待し、家康に従軍を求めた。しかし従軍は忠氏のみでよいとして、吉晴は越前への帰国を命じられた。
その帰国途上の7月、三河国池鯉鮒（現在の愛知県知立市）での宴会中の口論の末に、美濃加賀野井城主・加賀井重望が、三河刈谷城主・水野忠重を殺害。さらに吉晴も襲いかかられたが、17か所の槍傷を負いながらも、これを返り討ちにした。事件の際は殺害現場を見た忠重の家臣に、殺害の主犯と勘違いされたという逸話も伝わる。また、吉晴の菩提寺である京都市春光院に残る吉晴木像には、左頬に深い傷跡が彫りこまれているが、それはこの際の傷ではないかと推測されている。
前述の事件のため、9月の本戦には参加できず、越前に帰国した。代わって出陣した忠氏が戦功を賞され、出雲国富田24万石に加増移封された。吉晴は密かに近江・北国の情勢を家康に報せていたとも言われる。

### 江戸時代
慶長9年（1604年）、豊臣姓を下賜されている。
同年、忠氏が早世する。家督は孫の忠晴が継ぐが、幼年のためその後見役を務めた。また同年、隣国伯耆国米子の中村家における御家騒動（横田騒動、または米子騒動）においては、中村一忠の応援要請を受け、応援出兵して騒動を鎮圧している。
慶長16年（1611年）、松江城を建造し本拠を移したが、間もなく6月17日に死去した。享年69。

## 子孫

堀尾家 分銅

- 寛永10年（1633年）に死去した忠晴には嗣子が無く、堀尾氏嫡系は3代で改易となる。一族が松江藩（堀尾但馬）、尼崎藩（堀尾丹下）、熊本藩（堀尾茂助四代）、他に仕えて名跡を存続させた。また、傍系や再仕官していない関係一族の子孫も存在している。
- 前田玄長は公家・押小路家の出身であったが、前田玄以との所縁から前田を称して高家旗本・前田家の初代当主となった。その際に、徳川綱吉から堀尾家の祭祀を継ぐことを命じられたという。前田家では、持槍（行列時に籠先に立てる長槍で一本道具。鞘形で誰の行列かを見分ける）の鞘の形を堀尾家の家紋・旗印である「分銅」を用いている。
- 幕末期の前田家当主・長禮は、明治9年（1876年）3月31日に、次男の長興（ながおき。長善の弟）を分家させ、前田家の本姓である堀尾姓を名乗らせ、平民籍への編入を東京府庁に願い出、受理されている。

## 墓所

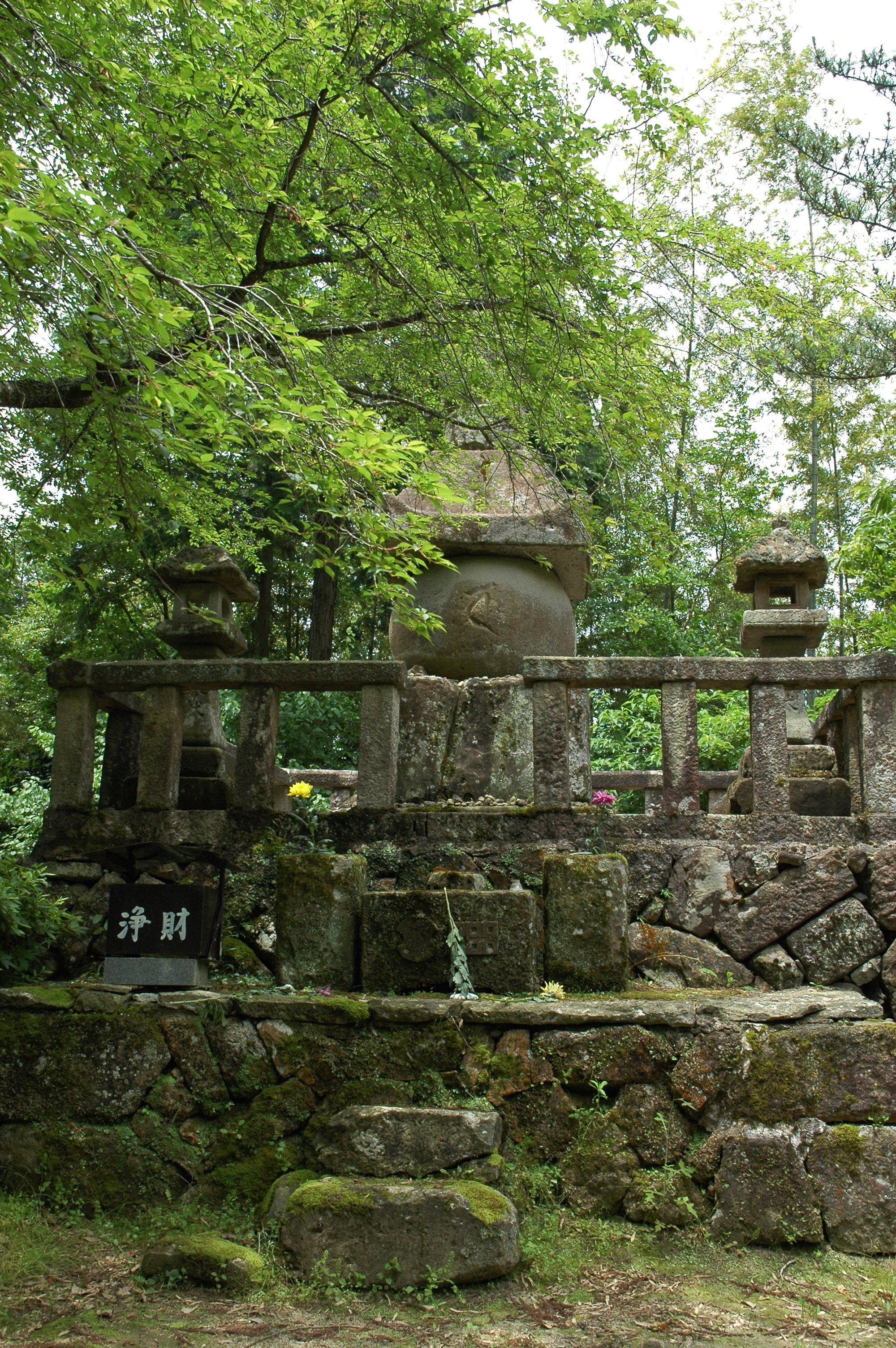
堀尾吉晴の墓（島根県安来市広瀬町・巌倉寺）

- 京都市右京区花園の臨済宗大本山正法山妙心寺の塔頭寺院である春光院。
- 島根県安来市広瀬町の睡虎山巌倉寺。
- 愛知県大口町堀尾跡の大香山桂林寺に供養塔がある。
- 奉斎神社：松江市殿町鎮座の松江神社に主祭神として祀る。

## その他
- 吉晴は実際には藩主になっていないが、忠氏時代には忠氏と二元政治を行ない、忠晴時代には若年の忠晴に代わって政務を代行していたことから、松江藩の初代藩主として見なされることが多い。
- 文禄の役の後、明の万暦帝が秀吉を「日本国王」に任命する誥命を送付したものの、秀吉はこれに激怒して吉晴に下げ渡した。吉晴は国書の見事さにそのまま持ち帰って家宝としていたが、後に娘が石川忠総に嫁いだ際に嫁入り道具として持たせた書画の中にこれを加えた。そのため、この国書はそのまま石川家に伝わり、後に重要文化財とされた。戦後、一時期民間に流出したものの、後に大阪市が買い取って大阪市立博物館（後に大阪歴史博物館に移転）の所蔵品として現在も保管されている。従って、時代劇などで激怒した秀吉が国書を破り捨てるシーンは後世の創作によるもので史実ではない。

## 関連作品

### 小説
- 中村彰彦『戦国はるかなれど 堀尾吉晴の生涯』（光文社、2015年）

### テレビドラマ
- 功名が辻（2006年、演：生瀬勝久）
- 質実剛健 生きざま（2017年、演：佐野史郎）

## 展覧会
- 特別展 「浜松城主 堀尾吉晴」、期間：2012年10月20日 ～ 11月25日、会場：浜松市博物館、図録あり[9]。
- ＜特別展＞戦国の世を馳せた武将　堀尾吉晴、期間：2021年9月17日 ～ 11月23日、会場：松江市立松江歴史館、図録あり[10]。

### 書籍・論文
- 宮本義己「智と武を競った闘将 賤ヶ岳の群像」（『歴史群像シリーズ』15号、1989年）
- 宮本義己「内府（家康）東征の真相と直江状」（『大日光』78号、2008年）
- 石井悠『松江藩』現代書館〈シリーズ藩物語〉、2012年。

### 史料
- 『太閤記』
- 『藩翰譜』